# 마논 멜리스
가브리엘라 마리아 "마논" 멜리스(네덜란드어: Gabriëlla Maria "Manon" Melis, 1986년 8월 31일 ~ )는 네덜란드의 전직 여자 축구 선수이다. 선수 시절 포지션은 공격수였다.

## 클럽 경력
2007년부터 2015년까지 스웨덴의 여자 축구 리그인 다말스벤스칸 소속 클럽인 FC 로셍오르드, 린셰핑 FC, 코파르베리/예테보리 FC에서 활약했으며 2010 시즌, 2011 시즌에서는 다말스벤스칸 시즌 최다 득점자에 올랐다. 2016년에는 미국의 여자 축구 리그인 내셔널 위민스 사커 리그 소속 클럽인 시애틀 레인 FC 소속으로 뛰었다.

## 국가대표 경력
2004년 4월에 열린 벨기에와의 경기에서 네덜란드 여자 축구 국가대표팀 선수로 처음 출전했다. 네덜란드는 이 경기에서 3-0 승리를 기록했다. UEFA 여자 유로 2009, UEFA 여자 유로 2013, 2015년 FIFA 여자 월드컵에 참가하면서 네덜란드 여자 축구 국가대표팀 최다 득점 기록을 세웠다. 2016년 3월에 국가대표팀에서 은퇴했다.